# James R. Lofland
James Rush Lofland (* 2. November 1823 in Milford, Delaware; † 10. Februar 1894 ebenda) war ein US-amerikanischer Politiker. Zwischen 1873 und 1875 vertrat er den Bundesstaat Delaware im US-Repräsentantenhaus.

## Werdegang
James Lofland genoss eine klassische Ausbildung und studierte danach bis 1845 am Delaware College in Newark, aus dem die heutige University of Delaware hervorging. Nach einem anschließenden Jurastudium und seiner im Jahr 1848 erfolgten Zulassung als Rechtsanwalt begann Lofland in seiner Heimatstadt Milford in seinem neuen Beruf zu praktizieren. Im Jahr 1849 war er in der Verwaltung des Senats von Delaware angestellt. 1853 war er Mitglied einer Versammlung zur Überarbeitung der Staatsverfassung. In den Jahren 1855 bis 1859 war er der geschäftsführende Beamte (Secretary of State) in seinem Heimatstaat. Politisch wurde er Mitglied der 1854 gegründeten Republikanischen Partei. Ab 1863 war er während des Bürgerkrieges und dann noch bis 1867 Zahlmeister der US Army.
Im Juni 1872 war Lofland Delegierter zur Republican National Convention in Philadelphia, auf der Präsident Ulysses S. Grant für eine zweite Amtszeit nominiert wurde. Bei den Kongresswahlen desselben Jahres wurde Lofland mit 51 % der Wählerstimmen gegen den Demokraten Eustis Wright in das US-Repräsentantenhaus in Washington, D.C. gewählt. Dort löste er am 4. März 1873 Benjamin T. Biggs ab. Da er bei den folgenden Wahlen gegen James Williams verlor, konnte er bis zum 3. März 1875 nur eine Legislaturperiode im Kongress absolvieren. 
Nach dem Ende seiner Zeit im Kongress zog sich Lofland aus der Politik zurück. Er arbeitete in den folgenden Jahren wieder als Rechtsanwalt. James Lofland starb im Februar 1894 und wurde auf dem Friedhof in Milford beigesetzt.